# Tove Langseth
Tove Langseth, född 19 april 1975, är en svensk art director.
Langseth avlade examen vid Beckmans designhögskola år 1999 och hade under studierna börjat arbeta på reklambyrån Paradiset DDB. År 2001 vann hon ett kycklingstipendium.
I januari 2002 gick hon över till Cole, Russel & Pryce. Hon lämnade snart Sverige för London och Leo Burnetts nya internationella byrå Made by Leo Burnett. "Made" leddes av Joakim Jonason, som grundade Paradiset.
I januari 2005 började hon på Lowe Brindfors. År 2006 utsågs hon till creative director på Lowe Brindfors.
Sommaren 2008 sade Langseth upp sig från Brindfors och gick över till DDB Stockholm. År 2016 blev hon en av DDB:s två vd:ar, med ansvar för byråns kreativa arbete. Hösten 2017 blev DDB Stockholm en del av den nordiska byrån Nord DDB. I april 2018 meddelades det att hon skulle lämna Nord DDB.
Langseth har vunnit flera reklampriser och har suttit i flera juryer som delar ut reklampriser. År 2014 var hon ordförande för Guldägget. År 2018 vann hon reklambranschens hederspris Platinaägget. År 2023 utnämndes hon av tidningen Resumé till en av Sveriges viktigaste reklamkvinnor genom tiderna.
År 2023 blev hon Creative Director på Klarna.
Hon är gift med copywritern Olle Langseth (född Sjödén).